# 12 Korpus Pancerny (ZSRR)
12 Korpus Pancerny (ros. 12-й танковый корпус) – jednostka pancerna Armii Czerwonej z okresu II wojny światowej.
12 Korpus Pancerny sformowany został na podstawie dyrektywy z 9 maju 1942. Dowodzony był gen. mjra Siemiona Bogdanowa, i podlegał 3 Armii Pancernej. Uczestniczył w walkach przeciw armii niemieckiej w rejonie Orła. Rozkazem z 26 czerwca 1943 12 Korpus Pancerny został przemianowany na 6 Gwardyjski Korpus Pancerny.

## Dowódcy korpusu
- gen. mjr Siemion Bogdanow (19.05.1942 – 03.09.1942)
- płk Makary Czesnokow (03.09.1942 – 29.12.1942†),
- płk Wasilij Mitrofanow (30.12.1942 – 16.01.1943),
- gen. mjr Mitrofan Zińkowicz (01.01.1943 – 26.07.1943)[4].

## Struktura organizacyjna
Skład 1 lipca 1942:
- 30 Brygada Pancerna
- 86 Brygada Pancerna
- 97 Brygada Pancerna
- 13 Brygada Piechoty Zmotoryzowanej[1]12k